# NGC 3487
NGC 3487 este o radiogalaxie situată în constelația Leul. A fost descoperită în 5 martie 1886 de către Lewis A. Swift. Se află la o distanță de 125,57 de megaparseci de Pământ.